# Boltonia lautureana
Boltonia lautureana é uma espécie de plantas da Ásia Oriental da família do girassol. É nativa da China, Japão, Coreia e Rússia Asiática.
Boltonia lautureana é uma planta de até 100 cm (40 polegadas) de altura. Tem muitas cabeças de flores parecidas com margaridas com florzinhas de raio azul e florzinhas de disco amarelas.